# Pisenor tenuistylus
Pisenor tenuistylus är en spindelart som först beskrevs av Benoit 1965.  Pisenor tenuistylus ingår i släktet Pisenor och familjen Barychelidae.
Artens utbredningsområde är Kongo. Inga underarter finns listade i Catalogue of Life.